# ISO 19100
ISO 19100は、国際標準化機構が発行した地理情報に関する国際規格の総称をいう。一部はJIS X 7100として発行されているとともに、日本国内で行われる基本測量・公共測量の実施の際や、基盤地図情報を提供する際に適合すべき規格としても引用規定されている。